# Yves Couprie
Pour les articles homonymes, voir Couprie.
 (septembre 2010).
Si vous disposez d'ouvrages ou d'articles de référence ou si vous connaissez des sites web de qualité traitant du thème abordé ici, merci de compléter l'article en donnant les références utiles à sa vérifiabilité et en les liant à la section « Notes et références ».
Yves Couprie, né le 3 juillet 1965 à Remiremont (Vosges), est un journaliste et écrivain français.

## Biographie
D'abord critique musical, Yves Couprie crée, en 1983, le fanzine Rock non stop (7 numéros) avec le chanteur Olivier Béranger puis le mensuel Dépêche Rock, auquel collaborent Ariel Kyrou, Yves Bigot, le chanteur de Taxi Girl Daniel Darc, l'écrivain Bertrand Delcour, les photographes Richard Bellia, Stéphane Dévé et Karl Zéro. Il collabore parallèlement à Rock et Rock et BD, créée l'éphémère mensuel Rock FM puis participe aux magazines Rockland (avec Daniela Lumbroso) et L'Essentiel (avec Jean Rouaud, Prix Goncourt 1990). En 1986, il est rédacteur à France-Soir et au Figaro Magazine. En 1987, il devient chef des Informations, puis rédacteur en chef adjoint de Guitare et Claviers, en remplacement d'Arnaud Viviant. En tant que pigiste, il collabore brièvement à Télérama, Glamour, Le Généraliste.
En 1989, il rejoint la rédaction du Guide du Routard, qu'il quittera en 2005. On lui doit, entre autres, en collaboration avec d'autres auteurs, des guides de voyage sur l'Allemagne, la Malaisie, Londres, Cuba, l'Argentine, le Cambodge, l'Équateur, l'Andalousie, la Normandie, le Roussillon, La Réunion, la République dominicaine, la Corse, la Jordanie, les Châteaux de la Loire, l'Indonésie, etc.
En 1996, il rédige le premier Guide de l'Internet, en collaboration avec Xavier de Moulins, puis initie la création du Web du Routard (Club Internet/Moderne Multimedia), qui mènera à la création du portail voyage Routard.com (Cyberterre/Lagardère Active), dont il assume la direction de 2000 à 2005,.
Toujours passionné de musique, il est à l'origine du Disque du Routard (Sony) puis de la collection Les Musiques du Routard (Virgin), organise un concert de Cesária Évora et de Natacha Atlas au Grand Rex, et produit (avec Ariel Wizman, Jean-François Bizot et Alex Kid) le « rap » du sous-commandant Marcos Ya Basta!, repris par le groupe Gotan Project et le chanteur brésilien Ramiro Musotto.
Yves Couprie a parallèlement assumé les fonctions de chroniqueur voyage pour France Inter (C'est tous les jours dimanche, de Jacques Pradel), Europe 1 (Destinations), puis RTL (Détours d'été).
En 2001, il coproduit pour Capa l'émission Emmenez-moi, avec Maïtena Biraben et Antoine de Maximy (France 2), série de dix documentaires distribuée en DVD par Film Office sous le nom Le Monde du Routard.
Il fut conseiller technique du long-métrage Bon plan (Vertigo Production), réalisé par Jérôme Levy, avec Thierry Lhermitte, Roland Giraud et Ludivine Sagnier.
En 2001, Yves Couprie publiait le roman Cabale Équatoriale, dans le cadre de la série Le Polar du Routard (Hachette). En 2009, il édite Manuel de survie par temps de crise (Le Cherche midi) et il est l'invité d'honneur des Grosses têtes de Philippe Bouvard, sur RTL, le 02/04/09, de France Info et de l'émission Bonjour Docteur sur France 5. Puis il publie en 2010 Ovnis-Enquête sur un secret d'états (Le Cherche midi), en collaboration avec Egon Kragel.
Entre autres, il collabore à Top secret (magazine).

## Publications
- David Bowie, le monstre sacré, (Publications internationales, 1986)
- Dictionnaire Larousse de la chanson mondiale, (Larousse, 1996), ouvrage collectif
- Guide Internet du Routard, (Hachette, 1996)
- Cabale équatoriale, (Hachette, 2000)
- Manuel de survie par temps de crise, (Cherche-Midi Éditeur, 2009)
- Ovnis-Enquête sur un secret d'États, (Cherche-Midi Éditeur, 2010), avec Egon Kragel